# توني نايلور
توني نايلور (بالإنجليزية: Tony Naylor)‏ (29 مارس 1967 في المملكة المتحدة - ) هو لاعب كرة قدم بريطاني في مركز الهجوم. لعب مع بورت فايل ونادي كرو ألكساندرا وأشتون يونايتد ونادي تلفورد يونايتد ونادي تشيلتنهام تاون لكرة القدم.

## وصلات خارجية
- توني نايلور على موقع قاعدة بيانات كرة القدم.إي يو (الإنجليزية)
- توني نايلور على موقع Soccerbase.com (لاعب) (الإنجليزية)
- توني نايلور على موقع عالم كرة القدم.نت (الإنجليزية)